# چتسورث (جورجیا)
چتسورث، جورجیا (به انگلیسی: Chatsworth, Georgia) یک شهر در ایالات متحده آمریکا با جمعیت ۴٬۲۹۹ نفر است که در جورجیا واقع شده‌است.

## موقعیت جغرافیایی
موقعیت جغرافیایی شهرها و مناطق اطراف به شرح زیر است: